# Fuchs-Park-Stadion
Das Fuchs-Park-Stadion (bis 2009: Hauptkampfbahn im Volkspark oder Volksparkstadion) ist ein Fußballstadion mit Leichtathletikanlage in der oberfränkischen Stadt Bamberg. Die Anlage ist die Heimspielstätte des FC Eintracht Bamberg und dient verschiedenen Bamberger Schulen als Austragungsort für die Bundesjugendspiele.

## Geschichte
Das Volksparkstadion wurde 1926 anlässlich des 16. Bayerischen Landesturnfestes angelegt. Das Fassungsvermögen betrug damals ca. 15.000 Zuschauer.
Ende der 1930er Jahre wurde eine überdachte Tribüne errichtet und die Kapazität auf 27.000 Zuschauer erhöht.
Aus den Jahren 1946 und 1964 stammt auch der Zuschauerrekord, als der 1. FC Schweinfurt 05 zu Gast war beziehungsweise als das Amateurländerspiel Deutschland gegen Frankreich ausgetragen wurde.
2008 wurde die alte Haupttribüne abgerissen und durch einen Neubau, der ca. 1000 überdachte Sitzplätze und ca. 200 überdachte Stehplätze umfasst, ersetzt.
Ein Umbau ab Frühling 2009 hat die Hauptkampfbahn regionalligatauglich gemacht. Dafür wurde eine Blocktrennung durchgeführt und Flutlichter wurden installiert. Das Stadion hat eine nominelle Kapazität von 22.600 Zuschauern, die Übergangslösung nach dem Umbau bietet bei Regionalligaspielen aber zunächst nur gut 5200 Zuschauern Platz (ca. 1000 überdachte Sitzplätze, ca. 200 überdachte Stehplätze, über 4000 unüberdachte Stehplätze), bei anderen Spielen können mehr Zuschauer zugelassen werden. Im August 2009 erfolgte durch einen Sponsorenvertrag mit der örtlichen Großbäckerei Bäckerei Fuchs die Umbenennung in Fuchs-Park-Stadion. Die Umbenennung wurde zunächst für die Dauer von 10 Jahren vereinbart.
Das Stadion steht unter Denkmalschutz.
Die Süddeutsche Zeitung würdigte im Jahr 2014 den historischen Wert des Bamberger Fuchs-Park-Stadions wie folgt:

„Die Stadien unserer Zeit zeichnen sich durch Kurzlebigkeit aus. Nur noch das Willy-Sachs-Stadion in Schweinfurt und das Fuchs-Park-Stadion in Bamberg […] vermitteln bis heute ein Gefühl von der Bedeutung des Sports in den 20er und 30er Jahren, in denen er in einen grundlegenden gesellschaftlichen Wandel eingebettet war. […] Das Willy-Sachs-Stadion entspricht von der Konzeption her der Idee der Freiluftsportanlage, wie sie in den 20er Jahren häufig in Deutschland realisiert wurde. Die Anlage war als Freizeitpark und Aufenthaltsort für Familien gedacht, wie auch der Volkspark in Bamberg.“

## Lage
Das Stadion gehört zum Volkspark und liegt im Bamberger Osten. Neben dem Stadion befindet sich ein Frei- sowie ein Hallenbad.
Die Hauptkampfbahn ist sehr gut mit dem Auto zu erreichen. Von der Autobahn A 73 (Abfahrt Bamberg-Ost) sind es nur vier bis fünf Minuten. Mit der Stadtbus-Linie 902, Haltestelle Stadion, ist es an den öffentlichen Nahverkehr angebunden.

## Nutzung
In der Saison 2008/09 konnte der 1. FC Eintracht Bamberg seine Heimspiele nicht im Volksparkstadion austragen, da es die Lizenzauflagen für die Regionalliga nicht erfüllte. Es fehlten unter anderem ein abgetrennter Gästebereich und Flutlicht. Die Heimspiele wurden deshalb im Waldstadion Weismain ausgetragen.
Seit August 2009 fanden die Regionalligaspiele des 1. FC Eintracht wieder im mittlerweile in Fuchs-Park-Stadion umbenannten Volksparkstadion statt. Seit der Saison 2010/2011 spielt der Nachfolge-Verein FC Eintracht Bamberg, in der Saison 2023/24 wieder der Regionalliga Bayern angehörend, im Fuchs-Park-Stadion.